# (9306) Pittosporum
(9306) Pittosporum (1987 CG) – planetoida z pasa głównego asteroid okrążająca Słońce w ciągu 4,88 lat w średniej odległości 2,87 j.a. Odkryta 2 lutego 1987 roku.